# 三日月町 (兵庫縣)
三日月町（日语：／ Mikazuki chō */?）是過去位於日本兵庫縣西南部的一個行政區劃；已於2005年10月1日，與佐用町、上月町、南光町合併為新設立的佐用町。

## 历史
江戶時代初期為池田氏姬路藩的領地，1615年一度由池田氏分支單獨分出設立平福藩，1631年再次因池田氏內部的異動而成為幕府直轄領地；17世紀末森可成的子孫被封至此成立了三日月藩，一直至江戶時期結束，此地大部分區域皆屬於三日月藩的領地。
19世紀廢藩置縣後，此地先後隸屬三日月縣、姬路縣、飾磨縣，直到1876年才整併到現在的兵庫縣。1889年日本實施町村制之初，三日月町的轄區範圍在當時分屬：大廣村和
三日月村。先在1934年，三日月村改制為三日月町，1955年大廣村和三日月町被整併為新設立的三日月町；2005年，三日月町再與周邊的佐用町、上月町、南光町合併為新設立的佐用町。

### 變遷表
| 1889年4月1日 | 1889年-1926年 | 1926年-1944年         | 1944年-1954年         | 1954年-1989年          | 1954年-1989年          | 1989年-現在          | 現在                 |
| ------------ | ------------- | --------------------- | --------------------- | ---------------------- | ---------------------- | -------------------- | -------------------- |
| 石井村       | 石井村        | 石井村                | 石井村                | 1955年3月1日 佐用町    | 1955年3月1日 佐用町    | 2005年10月1日 佐用町 | 2005年10月1日 佐用町 |
| 佐用村       | 佐用村        | 1928年10月1日 佐用町  | 1928年10月1日 佐用町  | 1955年3月1日 佐用町    | 1955年3月1日 佐用町    | 2005年10月1日 佐用町 | 2005年10月1日 佐用町 |
| 長谷村       |               |                       |                       | 1955年3月1日 佐用町    | 1955年3月1日 佐用町    | 2005年10月1日 佐用町 | 2005年10月1日 佐用町 |
| 平福村       | 平福村        | 1928年10月1日 平福町  | 1928年10月1日 平福町  | 1955年3月1日 佐用町    | 1955年3月1日 佐用町    | 2005年10月1日 佐用町 | 2005年10月1日 佐用町 |
| 江川村       |               |                       |                       | 1955年3月1日 佐用町    | 1955年3月1日 佐用町    | 2005年10月1日 佐用町 | 2005年10月1日 佐用町 |
| 幕山村       | 幕山村        | 幕山村                | 幕山村                | 1955年3月25日 上月町   | 1958年6月15日 上月町   | 2005年10月1日 佐用町 | 2005年10月1日 佐用町 |
| 西村         |               |                       |                       | 1955年3月25日 上月町   | 1958年6月15日 上月町   | 2005年10月1日 佐用町 | 2005年10月1日 佐用町 |
| 久崎村       | 久崎村        | 1940年3月1日 久崎町   | 1940年3月1日 久崎町   | 1940年3月1日 久崎町    | 1958年6月15日 上月町   | 2005年10月1日 佐用町 | 2005年10月1日 佐用町 |
| 大廣村       | 大廣村        | 大廣村                | 大廣村                | 1955年3月31日 三日月町 | 1955年3月31日 三日月町 | 2005年10月1日 佐用町 | 2005年10月1日 佐用町 |
| 三日月村     | 三日月村      | 1934年4月1日 三日月町 | 1934年4月1日 三日月町 | 1955年3月31日 三日月町 | 1955年3月31日 三日月町 | 2005年10月1日 佐用町 | 2005年10月1日 佐用町 |
| 中安村       | 中安村        | 中安村                | 中安村                | 1955年7月20日 南光町   | 1955年7月20日 南光町   | 2005年10月1日 佐用町 | 2005年10月1日 佐用町 |
| 德久村       |               |                       |                       | 1955年7月20日 南光町   | 1955年7月20日 南光町   | 2005年10月1日 佐用町 | 2005年10月1日 佐用町 |
| 三河村       |               |                       |                       | 1955年7月20日 南光町   | 1955年7月20日 南光町   | 2005年10月1日 佐用町 | 2005年10月1日 佐用町 |

## 交通

### 鐵路
- 西日本旅客鐵道（JR西日本）
  - 姬新線：（←新宮町（日语：新宮町 (兵庫県)）） - 三日月車站 - （→南光町）

## 觀光資源
- 三日月藩陣屋

## 姊妹都市

### 國內
- 三日月町（佐賀縣小城郡）
兩地於1995年締結為姊妹都市，佐賀縣三日月町後於2005年與周邊行政區劃合併為小城市。